# الوین کرانزلین
الوین کریستسان کرانزلین (به انگلیسی: Alvin Christian Kraenzlein) ورزشکار مرد رشتهٔ دو و میدانی اهل ایالات متحده آمریکا است. وی در بین سال‌های ‎۱۹۰۰ میلادی در مسابقات بازی‌های المپیک تابستانی در مجموع ۴ مدال طلا را کسب کرد.